# Гальперин, Яков Овсеевич
Яков Овсеевич Гальперин (творческий псевдоним — Ян Гальперин; род. 5 июля 1936) — русский поэт, песенник, сценарист и режиссёр.
Лауреат международных, всесоюзных, республиканских конкурсов и фестивалей, член Союза Писателей СССР.

## Биография
Яков Овсеевич Гальперин — автор сборников стихов и песен «Круговорот» (1982), «А любовь рядом была» (1990), «Не вычеркнуть из памяти» (1995), «Душа» (1997), авторских пластинок и компакт-дисков «За дальней чертой», «Путь к сердцу», «Чтоб все сбылось», «Улетела птичья стая», «Манекены», «Конкурс красоты», «С тоской в обнимку», «Ах жизнь эмигрантская», автор переводов на 26 языков.
Написал более 120 сценариев для театрально-концертных коллективов, Дворцов спорта, телевидения и радио. Как поэт-песенник работал с известными композиторами, в числе которых Роман Майоров, Игорь Дорохов, Александр Клевицкий, Вячеслав Малежик, Владимир Семёнов, Алексей Мажуков, Юрий Маликов, Владимир Пресняков, Владимир Мигуля, Олег Сорокин, Сергей Березин. Песни на стихи Гальперина в разное время исполняли Николай Караченцов, Михаил Боярский, Дмитрий Харатьян, Павел Смеян, Лариса Долина, Екатерина Семёнова, Ольга Зарубина, Ирина Уварова, Валентина Легкоступова, Олег Ухналёв, Евгений Головин, Вадим Мулерман и другие артисты. Произведения Якова Гальперина неоднократно исполнялись на международных, всесоюзных и всероссийских конкурсах и фестивалях.
В 1992 году эмигрировал в Израиль.

## Дискография
- 1982 год — «Песни на стихи Я. Гальперина» (винил)
- 1990 год — «КОНКУРС КРАСОТЫ. Песни на стихи Я. Гальперина» (винил)

## Автор текстов песен
- «А любовь рядом была» (музыка Игоря Якушенко) — исполняет ВИА «Здравствуй, песня!», Евгений Головин, Ринат Ибрагимов, Екатерина Шаврина
- «Бис» (музыка Александра Клевицкого) — исполняет Лариса Долина
- «Вечерами» (музыка Андрея Батурина) — исполняет Екатерина Семёнова
- «Вы так похожи» (музыка Романа Майорова) — исполняет Дмитрий Харатьян
- «Где вы, рыцари?» (музыка Романа Майорова) — исполняет Галина Невара
- «Знакомый взгляд» (музыка Романа Майорова) — исполняют Николай Караченцов и Ирина Уварова
- «Манекены» (музыка Игоря Дорохова) — исполняет Николай Караченцов
- «Мне казалось» (музыка Романа Майорова) — исполняет Олег Ухналёв
- «Мы разные» (музыка Игоря Дорохова) — исполняет Николай Караченцов
- «Он и она» (музыка Вадима Гамалея) — исполняет Ирина Отиева
- «Осень» (музыка Сергея Березина) — исполняет ВИА «Пламя»
- «Папа, мама, я и джаз» (музыка Игоря Якушенко) — исполняет Ирина Отиева
- «Приди» (музыка Романа Майорова) — исполняет Феликс Красиловский
- «Приснись мне» (музыка Николая Крупышева) — исполняет Вадим Мулерман
- «Пусть завтра» (музыка Романа Майорова) - исполняет ВИА «Здравствуй, песня!»
- «Сегодня» (музыка Игоря Дорохова) — исполняет Михаил Боярский
- «Скачи, вороной!» (музыка Романа Майорова) — исполняет Николай Караченцов
- «Татьяна» (музыка Романа Майорова) — исполняет гр. «Час Пик»
- «Удача придёт» (музыка Игоря Дорохова) — исполняет Михаил Боярский
- «У каждого из нас» (музыка Игоря Дорохова) — исполняет Николай Караченцов
- «Увидеть тебя» (музыка Вадима Боякова) — исполняет Вадим Бояков
- «Факир на час» (музыка Игоря Дорохова) — исполняет Николай Караченцов
- «Чтоб всё сбылось» (музыка Романа Майорова) — исполняет Феликс Красиловский
- «Это хоккей» (музыка Николая Соколова) — исполняет Павел Смеян
- «Я верю в любовь» (музыка Владимира Мигули) — исполняет ВИА «Орфей»